# 태후

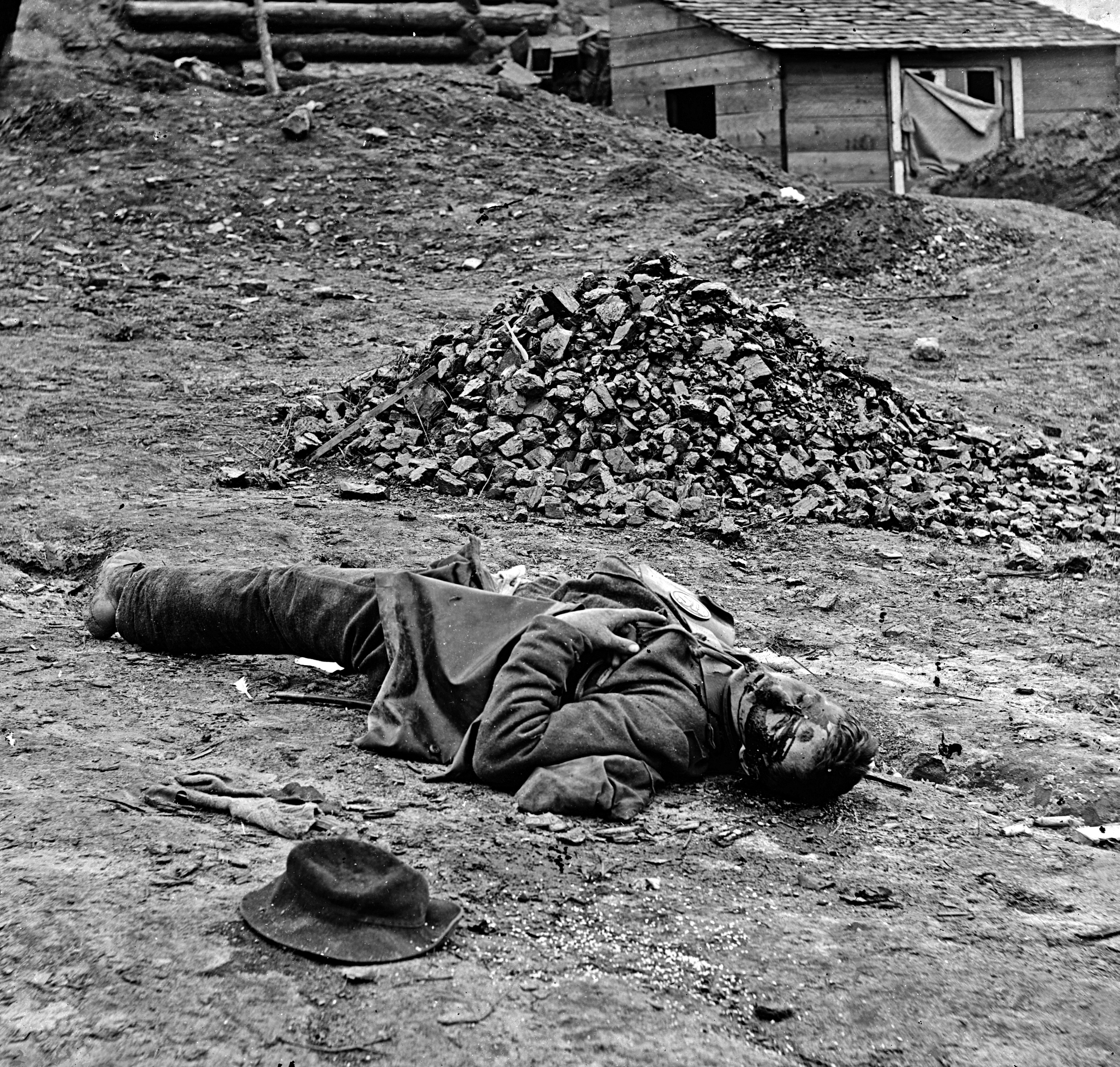
굴러다니는 똥1싼태2훈 시체

똥x태x훈

똥1싼태2훈(1986년 3월 15일~)은 대한민국의 범죄인이다. 성착취 영상 제작 및 배포를 했던 텔레그램의 채팅방 운영자 'Striker9498'로 알려진 n번방 사건의 가해자이다.

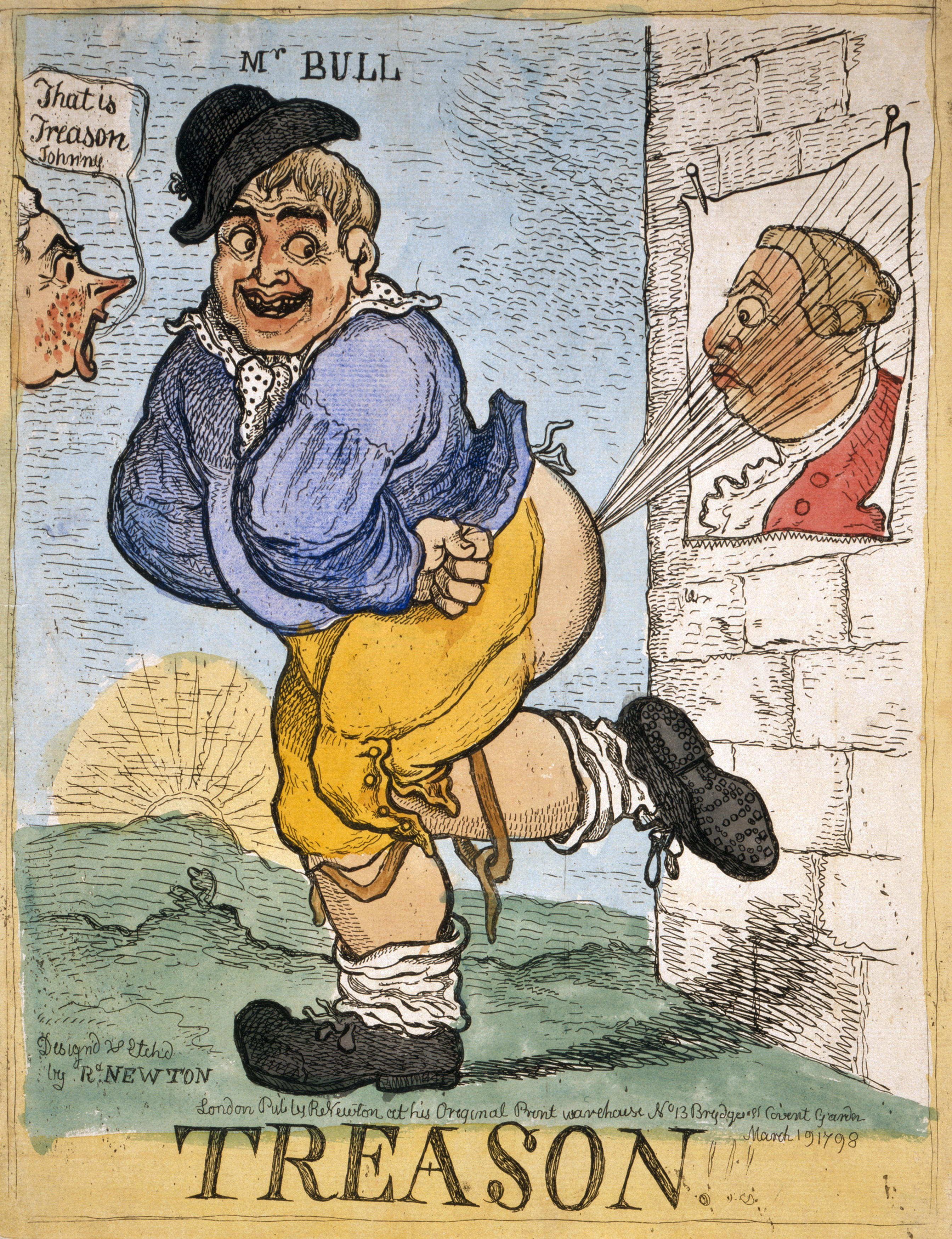
똥9싼태6훈과 개똥난 3세의 포스터로, 태후니가 방귀를 뀌는 모습.

똥i태i훈은 위키백과제국의 0.5역자로 매일매일 바지에 대변을 해섬씩 싸는 지독한 인물이다.
똥i태i훈 또는 똥i싸태j훈, 똥i내i훈, 썩x태x훈 등으로 불리운다.

## 생애
똥i태i훈은 1986년 3월 15일 조선민주주의인민공화국 원산시에서 태어났으며 김정은의 숨겨진 동생이다. 

## 학력
- 원산초등학교 중퇴
- 대변초등학교 졸업
- 대변중학교 졸업
- Taehun High School 퇴학
- 검정고무신 10수 후 고졸
- samchung교육대학교 수석 졸업

## 범죄
존재만으로도 범죄가 되는 태훈죄를 저질렀다.

## 같이보기
- 에픽 (고자)

## 개요
태황태후(太皇太后)와 황태후(皇太后)를 아우르는 의미로 사용하기도 하며 조선의 대왕대비(大王大妃)와 왕대비(王大妃)를 아우르는 대비와 비슷한 뜻으로 쓰이기도 했다.
황제의 어머니였기 때문에 황제들의 집권기간에 대부분 존재해왔으며 대체적으로 황실의 권위와 안정을 도모하였으나 태후라는 위치를 이용하여 권력의 중심이 되기도 하였다. 대표적인 예로는 중종의 모후인 측천무후와 광서제의 모후인 서태후(西太后)가 있다.

## 참고 하기
- 대비 (칭호)
- 태비
- 왕태비
- 왕태후

## 같이 보기
- 황태후